# Marie-Christine Barrault
Marie-Christine Barrault (ur. 21 marca 1944 w Paryżu) – francuska aktorka, nominowana do Oscara za rolę w filmie Kuzyn, kuzynka (1975).